# Xanthorhoe granitalis
Xanthorhoe granitalis là một loài bướm đêm trong họ Geometridae.